# Jalen Lecque
Jalen Evander Lecque (13 de junho de 2000) é um jogador americano de basquete profissional Indiana Pacers da National Basketball Association (NBA) e do Fort Wayne Mad Ants da G-League.
Um recruta quatro estrelas, Lecque optou por renunciar ao basquete universitário e entrou imediatamente no Draft da NBA de 2019.

## Vida pregressa
Lecque nasceu em Manhattan, Nova York e viveu no Bronx até os três anos de idade. Seus pais trabalhavam no Harlem, seu pai em uma barbearia e sua mãe em um hospital. Ainda criança, Lecque mudou-se com a família para Teaneck, New Jersey, onde cursou o ensino fundamental e o ensino médio.

## Carreira no ensino médio
Lecque decidiu se matricular na Monsignor Scanlan High School no Bronx por causa de seu programa de basquete. Na temporada de 2016-17, ele teve uma média de cerca de 11 pontos. Em abril de 2017, Lecque teve grande sucesso com o Southern Stampede na Nike Elite Youth Basketball League (EYBL), ajudando-o a ganhar o interesse de muitos programas da Divisão I da NCAA.
Entrando na temporada de 2017–18, Lecque foi transferido para a Christ School em Arden, Carolina do Norte, durante a reclassificação da classe de 2018 para 2019. Ele foi atraído para a escola não apenas pelo basquete, mas também pelos estudos. Lecque teve médias de 20,1 pontos, 9,1 rebotes e 9,3 assistências, levando sua equipe às semifinais estaduais da Associação Atlética Independente da Carolina do Norte (NCISAA) 3A. Ele foi nomeado Jogador do Ano pela Asheville Citizen-Times.
Em 30 de julho de 2018, Lecque anunciou que se transferiria para a Brewster Academy em Wolfeboro, New Hampshire, para sua última temporada.
Em 20 de abril de 2019, Lecque se declarou para o Draft da NBA de 2019. Em 29 de maio de 2019, ele permaneceu no draft da NBA após o prazo de retirada, garantindo que não jogaria no nível universitário.
Em 8 de maio de 2019, Lecque foi nomeado um dos 77 jogadores que participaram do Draft Combine da NBA no final do mês. Ele registrou um salto vertical de 1,09, o mais alto do combine, e recebeu feedback positivo das equipes da NBA.

### Recrutamento
| Nome | Cidade Natal                              | Escola/Universidade   | Altura             | Peso           | Data da revisão      |
| --- | ----------------------------------------- | --------------------- | ------------------ | -------------- | -------------------- |
| Jalen Lecque PG | The Bronx, NY                             | Brewster Academy (NH) | 6 ft 4 in (1.93 m) | 190 lb (86 kg) | 2 de Outubro de 2018 |
| Jalen Lecque PG | Recrutamento: Rivais: 247sports: ESPN: 88 |                       |                    |                |                      |
| Classificação geral de novatos: Rivals: 40º \| 247sports: 44º \| ESPN: 42º |                                           |                       |                    |                |                      |
| - Nota : Em muitos casos, Scout, Rivals, 247Sports e ESPN podem entrar em conflito em suas listas de altura e peso, nestes casos, a média foi obtida. - Nota: A ESPN mede os calouros numa escala de 0 a 100. - Fonte: |                                           |                       |                    |                |                      |

## Carreira profissional

### Phoenix Suns (2019–2020)
Lecque se comprometeu a jogar basquete universitário na Universidade Estadual da Carolina do Norte na temporada de 2019-20, mas, em vez disso, por causa de sua elegibilidade e idade, decidiu se abster de uma carreira universitária e rescindir seu compromisso.
Lecque não foi selecionado no Draft da NBA de 2019 em 20 de junho. Ele assinou um contrato de 4 anos, 2 anos garantidos, com o Phoenix Suns em 6 de julho. Em 28 de outubro, Lecque foi designado para o Northern Arizona Suns para o início da temporada de 2019-20 da G-League. Lecque foi chamado de volta a Phoenix em vários jogos ao longo da temporada.
Lecque fez sua estreia na NBA em 16 de janeiro, jogando em apenas dois minutos na vitória por 121–98 sobre o New York Knicks.

### Indiana Pacers (2020–Presente)
Em 16 de novembro de 2020, Lecque foi negociado com o Oklahoma City Thunder ao lado de Ty Jerome, Ricky Rubio, Kelly Oubre Jr. e uma escolha de primeira rodada no Draft de 2022 em troca de Chris Paul e Abdel Nader.
Em 25 de novembro de 2020, Lecque foi negociado com o Indiana Pacers em troca de TJ Leaf e uma futura escolha de segunda rodada.

## Estatísticas

### NBA

#### Temporada regular
| Ano     | Equipe  | PJ | PT | MPJ | AP   | 3P   | LL    | RT | AS | BR | TO | PPJ |
| ------- | ------- | -- | -- | --- | ---- | ---- | ----- | -- | -- | -- | -- | --- |
| 2019–20 | Phoenix | 5  | 0  | 6.2 | .400 | .000 | 1.000 | .4 | .4 | .0 | .0 | 2.0 |

### G-League
| Ano      | Equipe   | PJ | PT | MPJ  | AP   | 3P   | LL   | RT  | AS  | BR  | TO  | PPJ  |
| -------- | -------- | -- | -- | ---- | ---- | ---- | ---- | --- | --- | --- | --- | ---- |
| 2019–20  | NAS      | 33 | 23 | 26.6 | .412 | .214 | .603 | 3.3 | 3.4 | 0.7 | 0.2 | 13.4 |
| 2020–21  | FOR      | 14 | 14 | 30.3 | .388 | .261 | .605 | 3.6 | 3.2 | 1.1 | 0.2 | 14.3 |
| Carreira | Carreira | 47 | 37 | 28.4 | .400 | .237 | .604 | 3.4 | 3.3 | 0.9 | 0.2 | 13.8 |

Fonte: